# Флинт, Евгений Евгеньевич
Евгений Евгеньевич Флинт (1887—1975) — советский учёный-кристаллограф, профессор МГУ.

## Биография
В 1905 году окончил с золотой медалью московское Александровское коммерческое училище, в 1916 — физико-математический факультет Московского университета.
Профессор кафедры кристаллографии МГУ (1925—1930), профессор кафедры минералогии и кристаллографии МГРИ (1930—1962), старший научный сотрудник Института кристаллографии АН СССР (1938—1962). Доктор геолого-минералогических наук (1948); награждён орденом Ленина (1953), медалью «За доблестный труд в Великой Отечественной войне 1941—1945 гг.»
С 1962 года на пенсии.
Большая часть научных работ посвящена гониометрии кристаллов и методам их измерения, точности законов геометрической кристаллографии, методике черчения и обработки результатов измерения кристаллов (стереографические сетки Флинта).
Им был составлен каталог, включающий почти 1000 пиро- и пьезокристаллов. В 1927—1934 годах принимал участие в составлении «Технической энциклопедии» в 26-и томах под редакцией Л. К. Мартенса, автор статей по тематике «кристаллофизика».
Похоронен в Москве на Донском кладбище.
Сын — Владимир Евгеньевич Флинт (1924—2004) — доктор биологических наук, профессор.

## Публикации
- «Практикум по кристаллографии» (1924)
- «Начала кристаллографии» (1952; 2 изд. — 1961; пер. на англ, и кит. яз.)
- «Практическое руководство по геометрической кристаллографии» (1937; 3 изд. — 1956; пер. на кит. яз.)